# 박경완
박경완(朴勍完, 1972년 7월 11일 ~ )은 전 KBO 리그 SK 와이번스의 포수이자, 현 KBO 리그 LG 트윈스의 배터리코치이다.

## 선수 시절

### 아마추어 시절
군산금광초등학교 4학년 때부터 포수로 활동했다. 6학년 때 전주중앙초등학교로 전학간 후에도 계속 포수였다.
전주동중학교과 전주고등학교를 거치는 동안 그는 이렇다 할 주목을 받지 못했다.

### 쌍방울 레이더스시절
당시 원광대학교에 진학할 예정이었으나 1990년 12월에 고졸 신고선수로 입단했다. 팀이 1군 리그에 나서기 시작한 1991년은 그의 데뷔 시즌이었다. 하지만 이 해 10경기에 출전해 6타수 무안타를 기록했다. 1992년 12월부터 당시 배터리코치였던 조범현의 집중적인 훈련 과정을 거쳤다. 그는 1994년부터 주전으로 팀을 이끌었고 그 해 도루 저지율 4할 3푼 3리를 기록하며 이 부문 1위를 차지했다. 1996년에는 4할 7푼 5리라는 놀라운 도루 저지율을 남기기도 했다. 이 때 붙은 별명이 '포도대장'이었다.

### 현대 유니콘스시절
1997년 11월에 현금 트레이드됐다. 재정난에 빠진 쌍방울 레이더스가 그를 보내는 대가로 이근엽, 김형남 외에 현금 9억원이 포함된 트레이드였다. 그는 2002년까지 주전 포수로 활동했다. 2000년에 국내 최초 4연타석 홈런을 포함해 시즌 40홈런을 치며 정규 리그 최우수 선수상(MVP)을 수상했다. 2001년 포수 최초 20-20클럽 가입을 기록하는 등 1998년, 2000년 2번의 한국시리즈 우승에 공헌했다. 그는 1998년부터 2002년까지 타율 0.245, 125홈런, 351타점을 기록하며 수비와 타격을 모두 갖춘 완성형 포수로 거듭났다.

### SK 와이번스시절
조범현이 감독으로 취임할 무렵인 2002년 12월에 FA 계약을 맺어 이적했고, 팀의 2007년 ~ 2008년, 2010년 한국시리즈 우승에 기여했다. 1996년, 1998년, 2000년, 2007년에 포수 부문 골든 글러브를 수상했다. 힘으로 타격해 통산 삼진 1위를 기록하고 있다.

#### 2006년
현대 유니콘스전에서 개인 통산 287호 홈런을 쳐 내며 역대 포수 최다 홈런 기록을 돌파했다.

#### 2009년
WBC 국가대표 주전 포수로 출전했고 준우승을 차지했다. 아킬레스건 부상이 완쾌되지 않은 상태에서 붕대를 감은 채로 경기에 계속 출전해 팀이 1위를 하는데 공헌했다. 그러나 6월 24일 KIA 타이거즈와의 경기에서 아킬레스건이 파열되는 부상을 입었다. 그는 상대 실책으로 2루로 전력 질주 중 왼쪽 발목을 접질렀음에도 다른 한 발만으로 1루로 돌아온 다음에야 쓰러지는 투혼을 발휘했다. 이후 주전 포수 자리를 정상호에게 넘기고 왼쪽 발목 아킬레스건 수술을 받았다.
4월 22일에 롯데 자이언츠전에서 송승준을 상대로 만루 홈런을 쳐 내며 역대 8번째(포수 최초) 900타점을 달성했다.

#### 2010년
재활 후 다시 주전 포수로 복귀해 팀의 시즌 1위 및 한국시리즈 우승에 핵심적인 역할을 했다. 우승 후 바로 아킬레스건 수술을 하려고 했으나 부상의 몸으로 스승인 조범현이 이끄는 광저우 아시안 게임 대표팀에 합류해 금메달을 획득했다. 귀국 후 삼성서울병원에서 오른쪽 발목 아킬레스건 수술을 받고 재활했다.
4월 30일 LG 트윈스전에서 역대 5번째(포수 최초) 통산 300홈런을 달성했다.
7월 30일 KIA 타이거즈전에서 역대 8번째 통산 900득점을 달성했다.
10월 16일에 한국시리즈 역대 최고령 홈런을 달성했다.

#### 2011년~2013년
아킬레스건 부상이 재발해 일본에서 재수술을 받아 시즌 아웃됐다. 이후에는 재활하며 1군 경기 출전 수가 크게 감소했고, 2013년에는 팔꿈치 통증까지 겹쳐 6월 19일 삼성 라이온즈전을 앞두고 다시 2군으로 내려간 이후 더 이상 포수로 활동하지 못했다. 2013년 6월 16일 KIA 타이거즈전이 마지막 경기가 됐다. 팀이 포스트시즌에서 탈락한 후 그는 "이제는 지쳤다"며 은퇴를 선언했다. 그의 등번호인 '26번'은 구단의 첫 영구 결번으로 지정됐다.

## 야구선수 은퇴 후
은퇴 직후 SK 와이번스의 2군 감독으로 선임됐다.
2014년 시즌 후 육성총괄을 맡고 있던 김용희가 SK 와이번스의 감독이 되자 수석코치 이동설이 들렸지만 김용희의 뒤를 이어 SK 와이번스의 육성총괄을 맡아 프런트로 자리를 옮겼다. 이후 시즌 후반 SK 와이번스가 부진하자 전력분석원으로 임명됐으며, 2016년부터 2018년까지 배터리코치로 활동했다. 2018년 시즌 후 트레이 힐만이 감독직에서 물러나고 염경엽이 감독으로 부임 후 2018년부터 수석코치를 맡기 시작했다. 2020년 6월 25일 두산 베어스와의 경기에서 당시 감독이었던 염경엽이 쓰러져 병원으로 이송되자 그가 감독 대행을 맡았다. 성적 부진에 대한 책임을 지고 2020년 시즌 후 사임했다.
이후 야인으로 지내다가 염경엽의 부름을 받아 LG 트윈스의 배터리코치로 선임됐다.

## 여담
- 이만수 이후 공격형 포수의 선두를 이끌며 각종 역대 포수 관련 기록을 갱신했으나 포수 최다 홈런 기록이 뒷날 강민호에 의해[5]  갱신됐다.
- 수비에서도 투수 리드, 블로킹, 도루 저지 등에서 최고의 경험과 막강한 파워를 보이는 완성형 포수였다.
- 김원형과는 절친한 친구 사이이다.[6]
- 포수 최초 40홈런을 기록했다.

## 출신 학교
- 군산금광초등학교(전학) → 전주중앙초등학교
- 전주동중학교
- 전주고등학교

## 주요 기록
| 기록                          | 날짜          | 상대팀 | 장소 | 경기 내용                                        | 종전 기록             |
| ----------------------------- | ------------- | ------ | ---- | ------------------------------------------------ | --------------------- |
| 통산 2000경기 출장            | 2010.9.3      | 두산   | 잠실 |                                                  | 역대 5번째            |
| 통산 900득점                  | 2010.7.30     | KIA    | 문학 | 상대투수:콜론(5회말) 솔로 홈런                   |                       |
| 통산 300홈런                  | 2010.4.30     | LG     | 문학 | 상대투수:박명환(5회말)                           | 역대 5번째(포수 최초) |
| 통산 900타점                  | 2009.4.22(수) | 롯데   | 문학 | 1회 만루 홈런-상대 투수 송승준                   | 역대 8번째(포수 최초) |
| 통산 900 4구                  | 2009.4.19     | 한화   | 대전 | 6회                                              | 역대 3번째            |
| 통산 1,800경기 출장           | 2008.7.10(목) | 삼성   | 문학 |                                                  |                       |
| 통산 800득점                  | 2008.5.14     | 두산   | 문학 |                                                  | 역대 13번째           |
| 통산 1300안타                 | 2008.6.26     | 롯데   | 마산 |                                                  | 역대 26번째           |
| 3연타석 홈런(통산4호)         | 2007.6.3      | 현대   | 문학 |                                                  | 역대 최다             |
| 역대 포수 통산 최다 홈런 타이 | 2006.4.9      | 현대   | 문학 | 8회 1사 4-6에서 동점 2점 홈런 (상대 투수 황두성) | 이만수 287개          |
| 리그 홈런왕                   | 2000년,2004년 |        |      | 40개,34개                                        |                       |
| 11년 연속 세 자릿수 루타 기록 | 2004.5.16     | 현대   | 수원 |                                                  |                       |
| 역대 4월 월간 최다 홈런       | 2004.4.29     | 현대   | 문학 | 13개                                             |                       |
| 통산 600타점                  | 2003.8.1      | 한화   | 대전 |                                                  |                       |
| 통산 200홈런                  | 2003.6.18     | KIA    | 문학 | 상대 투수 김진우                                 |                       |
| 포수 최초 20-20클럽           | 2001.9.20     | 두산   | 수원 |                                                  |                       |
| 역대 포수 시즌 최다 홈런      | 2000년        |        |      | 40개                                             |                       |
| 3연타석 홈런(통산3호)         | 2000.9.1      | 한화   |      |                                                  |                       |
| 국내 최초 4연타석 홈런        | 2000.5.19     | 한화   | 대전 | 조규수(2-3회)-오창선(5회)-김경원(6회)            |                       |
| 통산 100홈런                  | 1999.7.18     | 한화   | 전주 | 상대 투수 구대성                                 |                       |
| 3연타석 홈런(1호)             | 1994.7.12     | 롯데   |      |                                                  |                       |
| 1호 홈런                      | 1992.5.26     | OB     | 전주 | 상대 투수 장호연                                 |                       |

## 통산 기록
| 연 도           | 소 속           | 나 이           | 출 장 | 타 석 | 타 수 | 득 점 | 안 타 | 2 루 타 | 3 루 타 | 홈 런 | 타 점 | 도 루 | 도 실 | 볼 넷 | 삼 진 | 타 율 | 출 루 율 | 장 타 율 | O P S | 루 타 | 병 살 타 | 몸 맞 | 희 타 | 희 플 | 고 4 |
| --------------- | --------------- | --------------- | ----- | ----- | ----- | ----- | ----- | ------- | ------- | ----- | ----- | ----- | ----- | ----- | ----- | ----- | -------- | -------- | ----- | ----- | -------- | ----- | ----- | ----- | ---- |
| 1991            | 쌍방울          | 19              | 10    | 8     | 6     | 0     | 0     | 0       | 0       | 0     | 0     | 0     | 0     | 2     | 6     | .000  | .250     | .000     | .250  | 0     | 0        | 0     | 0     | 0     | 0    |
| 1992            | 쌍방울          | 20              | 31    | 52    | 49    | 5     | 11    | 1       | 0       | 3     | 6     | 0     | 0     | 3     | 13    | .224  | .269     | .429     | .698  | 21    | 2        | 0     | 0     | 0     | 0    |
| 1993            | 쌍방울          | 21              | 26    | 57    | 48    | 1     | 10    | 2       | 0       | 0     | 2     | 0     | 0     | 3     | 14    | .208  | .283     | .250     | .533  | 12    | 0        | 2     | 4     | 0     | 0    |
| 1994            | 쌍방울          | 22              | 102   | 274   | 240   | 31    | 57    | 8       | 2       | 14    | 31    | 0     | 2     | 25    | 75    | .238  | .322     | .463     | .785  | 111   | 3        | 5     | 4     | 0     | 0    |
| 1995            | 쌍방울          | 23              | 121   | 429   | 361   | 48    | 82    | 13      | 2       | 19    | 46    | 5     | 2     | 56    | 100   | .227  | .344     | .432     | .776  | 156   | 5        | 8     | 4     | 0     | 4    |
| 1996            | 쌍방울          | 24              | 126   | 480   | 367   | 58    | 80    | 19      | 2       | 15    | 74    | 2     | 5     | 60    | 113   | .218  | .349     | .403     | .752  | 148   | 6        | 19    | 24    | 10    | 3    |
| 1997            | 쌍방울          | 25              | 82    | 314   | 239   | 46    | 67    | 15      | 1       | 16    | 48    | 2     | 3     | 58    | 59    | .280  | .430     | .552     | .983  | 132   | 7        | 8     | 5     | 4     | 1    |
| 1998            | 현대            | 26              | 123   | 458   | 404   | 54    | 101   | 25      | 1       | 19    | 66    | 3     | 3     | 39    | 103   | .250  | .324     | .458     | .782  | 185   | 10       | 6     | 7     | 2     | 0    |
| 1999            | 현대            | 27              | 124   | 467   | 367   | 67    | 81    | 16      | 1       | 23    | 67    | 2     | 2     | 72    | 95    | .221  | .359     | .458     | .816  | 168   | 9        | 8     | 18    | 2     | 2    |
| 2000            | 현대            | 28              | 130   | 517   | 408   | 83    | 115   | 16      | 0       | 40    | 95    | 7     | 4     | 87    | 112   | .282  | .419     | .615     | 1.034 | 251   | 7        | 12    | 6     | 4     | 7    |
| 2001            | 현대            | 29              | 130   | 528   | 421   | 66    | 108   | 13      | 1       | 24    | 81    | 21    | 8     | 91    | 121   | .257  | .395     | .463     | .858  | 195   | 9        | 7     | 6     | 3     | 2    |
| 2002            | 현대            | 30              | 119   | 398   | 330   | 42    | 67    | 10      | 1       | 19    | 42    | 6     | 4     | 47    | 108   | .203  | .311     | .412     | .723  | 136   | 6        | 6     | 12    | 3     | 4    |
| 2003            | SK              | 31              | 122   | 428   | 336   | 49    | 84    | 16      | 2       | 15    | 60    | 6     | 6     | 59    | 93    | .250  | .374     | .443     | .817  | 149   | 8        | 9     | 21    | 3     | 2    |
| 2004            | SK              | 32              | 132   | 526   | 410   | 94    | 121   | 19      | 1       | 34    | 79    | 2     | 5     | 94    | 126   | .295  | .440     | .595     | 1.036 | 244   | 9        | 14    | 6     | 2     | 3    |
| 2005            | SK              | 33              | 114   | 425   | 347   | 43    | 85    | 17      | 0       | 11    | 44    | 1     | 4     | 57    | 100   | .245  | .357     | .389     | .746  | 135   | 6        | 7     | 8     | 6     | 7    |
| 2006            | SK              | 34              | 111   | 380   | 324   | 38    | 82    | 13      | 0       | 13    | 51    | 2     | 2     | 37    | 91    | .253  | .342     | .414     | .756  | 134   | 5        | 9     | 6     | 4     | 5    |
| 2007            | SK              | 35              | 119   | 437   | 352   | 60    | 87    | 21      | 1       | 15    | 60    | 6     | 3     | 55    | 68    | .247  | .357     | .440     | .797  | 155   | 9        | 10    | 11    | 9     | 4    |
| 2008            | SK              | 36              | 101   | 370   | 304   | 44    | 83    | 17      | 0       | 7     | 36    | 6     | 4     | 48    | 64    | .273  | .377     | .398     | .775  | 121   | 8        | 6     | 7     | 5     | 0    |
| 2009            | SK              | 37              | 65    | 246   | 198   | 32    | 53    | 10      | 0       | 12    | 38    | 3     | 1     | 33    | 39    | .268  | .375     | .500     | .875  | 99    | 5        | 2     | 11    | 2     | 2    |
| 2010            | SK              | 38              | 129   | 472   | 381   | 51    | 100   | 20      | 0       | 14    | 67    | 1     | 1     | 46    | 88    | .262  | .379     | .425     | .804  | 162   | 11       | 27    | 15    | 3     | 2    |
| 2011            | SK              | 39              | 10    | 16    | 15    | 0     | 2     | 0       | 0       | 0     | 1     | 0     | 0     | 1     | 6     | .133  | .188     | .133     | .321  | 2     | 2        | 0     | 0     | 0     | 0    |
| 2012            | SK              | 40              | 8     | 23    | 20    | 0     | 2     | 0       | 0       | 0     | 0     | 0     | 0     | 1     | 6     | .100  | .143     | .100     | .243  | 2     | 2        | 0     | 2     | 0     | 0    |
| 2013            | SK              | 41              | 8     | 21    | 19    | 1     | 2     | 0       | 0       | 1     | 1     | 0     | 0     | 0     | 5     | .105  | .150     | .263     | .413  | 5     | 1        | 1     | 1     | 0     | 0    |
| KBO 통산 : 23년 | KBO 통산 : 23년 | KBO 통산 : 23년 | 2043  | 7326  | 5946  | 913   | 1480  | 271     | 15      | 314   | 995   | 75    | 59    | 974   | 1605  | .249  | .367     | .458     | .825  | 2723  | 130      | 166   | 178   | 62    | 48   |

- 시즌 기록 중 굵은 글씨는 해당 시즌 최고 기록, 빨간 글씨는 역대 최고 기록